# Pohlia mielichhoferia
Pohlia mielichhoferia är en bladmossart som beskrevs av Brotherus 1903. Pohlia mielichhoferia ingår i släktet nickmossor, och familjen Bryaceae. Inga underarter finns listade i Catalogue of Life.